# Акт про Південну Африку

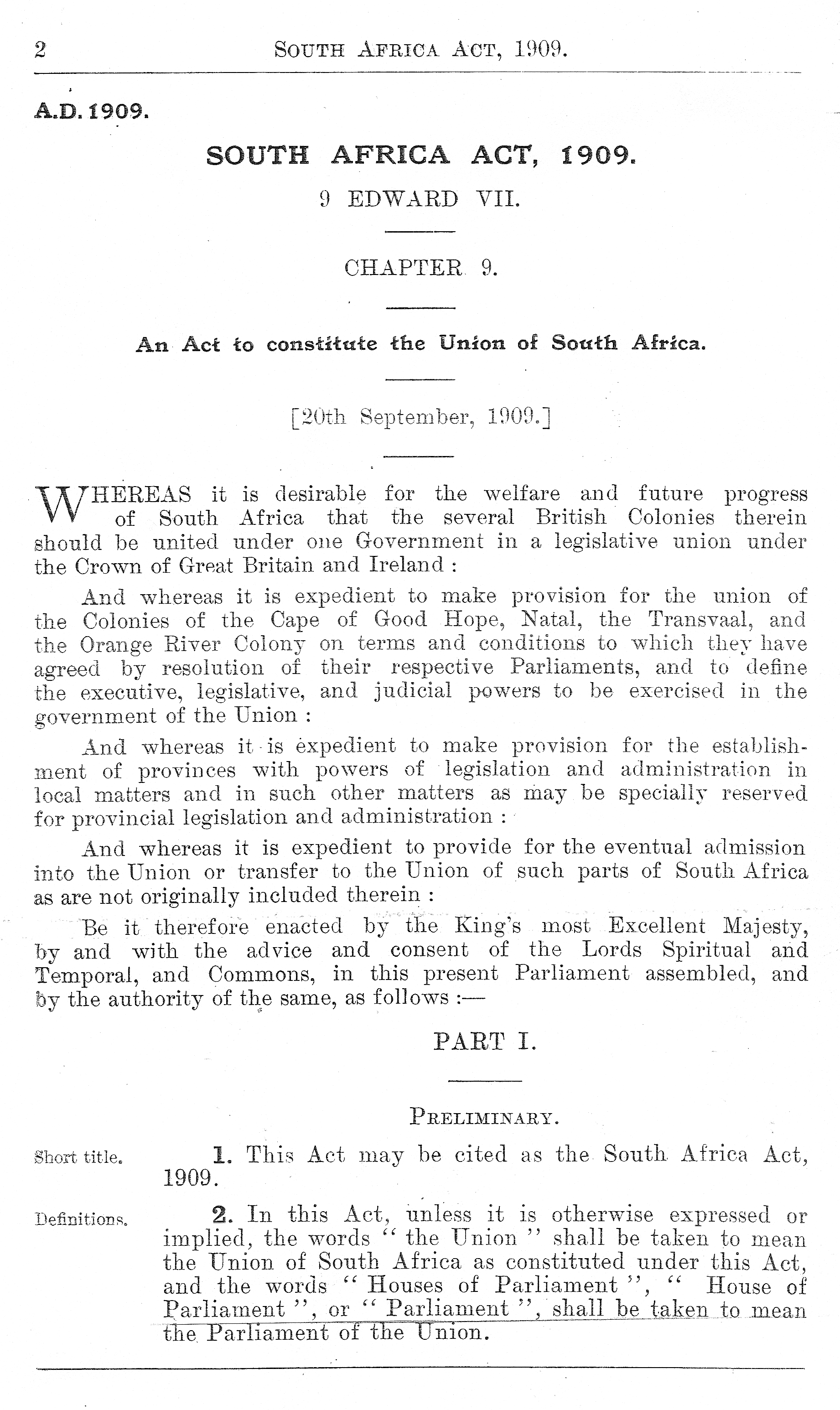
Перша частина акту (англійською)

Акт про Півде́нну А́фрику — документ, прийнятий британським парламентом 19 серпня, підписаний королем Едуардом VII 20 вересня 1909 року, вступив у дію 31 травня 1910 року.
Акт проголошував об'єднання 4 англійських колоній на півдні Африки — Капська, Наталь, Трансвааль, Колонія Оранжевої Річки — в складі Південно-Африканського Союзу (ПАС), який увійшов в склад Британської імперії на правах домініону.
Акт містив текст конституції ПАС, розробленої Південно-Африканським національним конвентом 1908-09 років. Згідно з актом, виконавча влада в ПАС належала англійському королю чи королеві або ж назначеному ним (нею) генерал-губернатору, при якому створювалась виконавча рада. Законодавчим органом ПАС був парламент, який складався з англійського короля чи королеви, сенату та асамблеї (палати зборів). Членами парламенту могли бути вибрані тільки особи європейського походження, британські піддані. 8 з 40 членів сенату назначались генерал-губернатором, інші вибирались зі складу парламентів провінцій. Виборче право було надане тільки булому населенню. В Капській провінції право голосу отримала також частина небілого населення — особи чоловічої статі, які досягли 21 року, британські піддані, які мали освітянські та майнові цензи.
Акт поклав початок закріпленню та уніфікації системи расової та національної дискримінації, яка переросла пізніше в систему апартеїду. Акт діяв більш як 50 років та був покладений в основу конституції ПАР 1961 року.